# Amilly (Eure-et-Loir)
Amilly ist eine französische Gemeinde mit 1.823 Einwohnern (Stand: 1. Januar 2022) im Département Eure-et-Loir in der Region Centre-Val de Loire. Sie gehört zum Arrondissement Chartres und zum Kanton Lucé. Die Einwohner  nennen sich Amilliens.

## Geographie
Amilly liegt im Ballungsraum rund sechs Kilometer westlich von Chartres. Umgeben wird Amilly von den Nachbargemeinden Bailleau-l’Évêque im Norden, Mainvilliers im Osten und Nordosten, Lucé im Osten und Südosten, Fontenay-sur-Eure im Süden, Saint-Georges-sur-Eure im Südwesten, Cintray im Westen sowie Saint-Aubin-des-Bois im Westen und Nordwesten.

## Bevölkerungsentwicklung
| 1793 | 1962 | 1968 | 1975 | 1982 | 1990 | 1999 | 2006 | 2012 |
| ---- | ---- | ---- | ---- | ---- | ---- | ---- | ---- | ---- |
| 390  | 554  | 676  | 1168 | 1779 | 2098 | 1958 | 1904 | 1870 |

## Verkehr
Durch die Gemeinde führt die frühere Route nationale 123 (heutige D923). Der Bahnhof der Gemeinde liegt an der Bahnstrecke Paris–Brest und wird im Regionalverkehr mit TER-Zügen bedient.

## Sehenswürdigkeiten

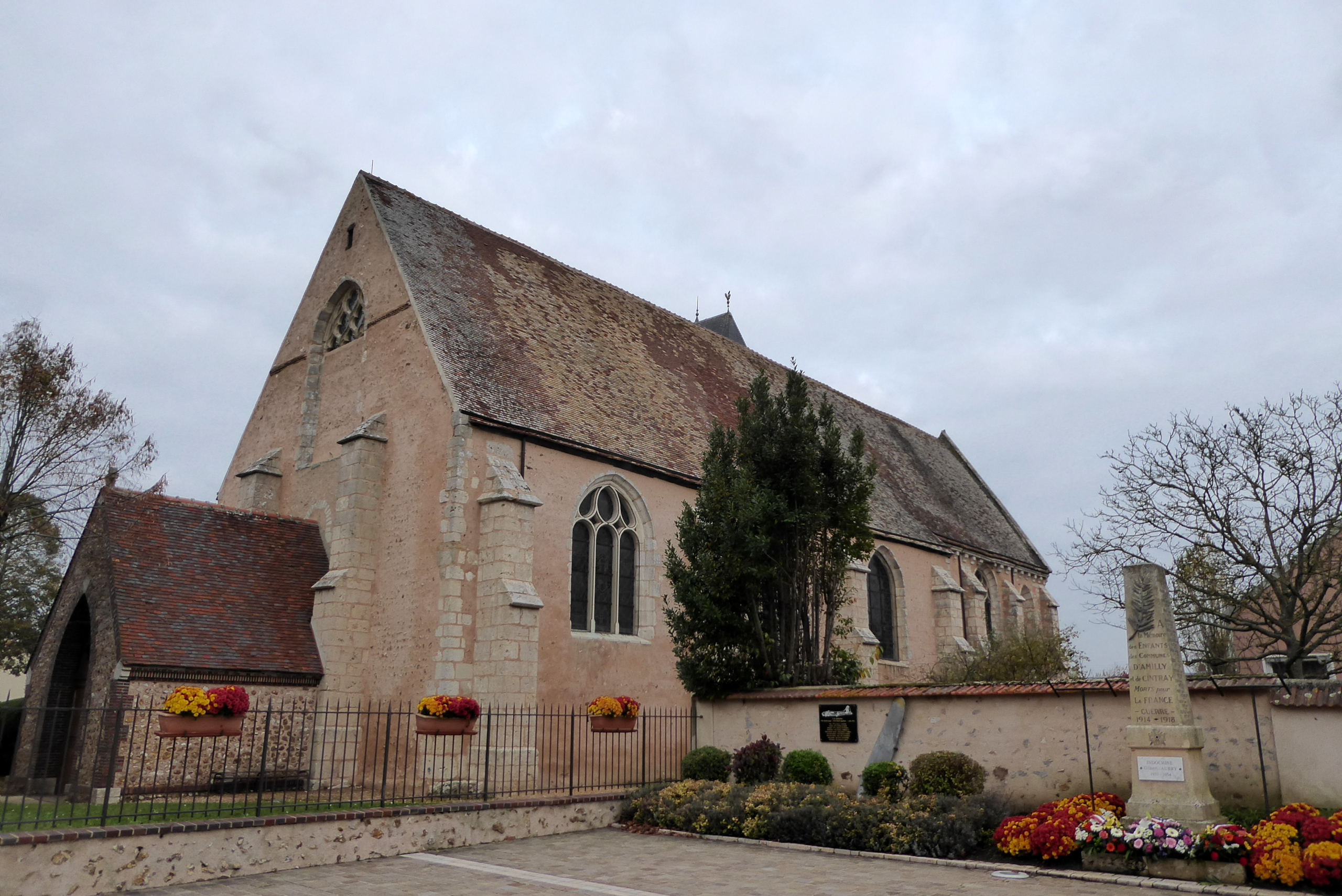
Kirche Saint-Pierre-Saint-Paul, teilweise aus dem 12. und 13. Jahrhundert

## Gemeindepartnerschaft
Mit der spanischen Gemeinde Vilanova del Camí in Katalonien besteht eine Partnerschaft.